# (17508) Takumadan
(17508) Takumadan est un astéroïde de la ceinture principale.

## Description
(17508) Takumadan est un astéroïde de la ceinture principale. Il fut découvert le 3 mai 1992 à Geisei par Tsutomu Seki. Il présente une orbite caractérisée par un demi-grand axe de 2,36 UA, une excentricité de 0,22 et une inclinaison de 3,3° par rapport à l'écliptique.

## Compléments